# 寺田和男
寺田 和男（てらだ かずお）は日本の男性アニメーション演出家、アニメ監督。

## 参加作品

### テレビアニメ
1970年代
- てんとう虫の歌（1974年、演出）
- ゼロテスター（1974年、脚本・絵コンテ）
- 宇宙戦艦ヤマト（1974年、演出助手）
- ラ・セーヌの星（1975年、絵コンテ・演出）
- 勇者ライディーン（1975年、演出助手）
- 超電磁ロボ コン・バトラーV（1976年、絵コンテ・演出）
- 超電磁マシーン ボルテスV （1977年、絵コンテ・演出）
- 闘将ダイモス（1978年、絵コンテ・演出）
- ザ☆ウルトラマン（1979年、絵コンテ）

1980年代
- おじゃまんが山田くん（1980年、絵コンテ）
- 銀河漂流バイファム（1983年、絵コンテ）

1990年代
- 魔法少女レインボーブライト（1992年、絵コンテ）
- お〜い!竜馬（1992年、絵コンテ）
- それいけ!アンパンマン（1992年、絵コンテ）

2000年代
- SAMURAI 7（2004年、絵コンテ）

2010年代
- エレメントハンター（2010年、絵コンテ）
- 最強武将伝 三国演義（2010年、絵コンテ）
- たまごっち!（2010年、絵コンテ）
- 獣旋バトル モンスーノ（2012年、絵コンテ）
- ハピネスチャージプリキュア!（2014年、絵コンテ）
- フューチャーカード バディファイト（2014年、絵コンテ）
- ヤング ブラック・ジャック（2015年、絵コンテ）
- ドラえもん（2016年 - 、絵コンテ）

2020年代
- 半妖の夜叉姫（2020年、絵コンテ）
- もののがたり（2023年、絵コンテ）
- ザ・ファブル（2024年、絵コンテ）
- ロックは淑女の嗜みでして（2025年、絵コンテ）

### OVA
- ザ・コクピット 鉄の竜騎兵（1993年、絵コンテ・演出）
- 沈黙の艦隊（1995年、絵コンテ）
- 火の鳥（2004年、絵コンテ）
- FLAG（2006年、監督）